# シエラレオネの港湾
シエラレオネの港湾（シエラレオネのこうわん、英語: Ports and harbours in Sierra Leone）は、シエラレオネにおける港湾について記す。

## 一覧
- フリータウン港（フリータウン）
- ボンティ港（ボンティ（英語版））
- ペペル港（ペペル（英語版））